# رستاخیزهای ماتریکس
رستاخیزهای ماتریکس (انگلیسی: The Matrix Resurrections) فیلمی آمریکایی در ژانر اکشن علمی تخیلی به تهیه‌کنندگی، نویسندگی و کارگردانی لانا واچوفسکی است که در ۲۰۲۱ منتشر شد. این فیلم دنبالهٔ انقلاب‌های ماتریکس (۲۰۰۳) هست و چهارمین قسمت از مجموعه‌فیلم‌های ماتریکس به‌شمار می‌رود. کیانو ریوز، کری-ان ماس، لمبرت ویلسون و جیدا پینکت اسمیت بار دیگر در نقش‌های قبلی خود حضور دارند و یحیی عبدالمتین دوم، جسیکا هنویک، جاناتان گروف، نیل پاتریک هریس، پریانکا چوپرا و کریستینا ریچی دیگر بازیگران فیلم هستند. این فیلم توسط ویلیج رودشو پیکچرز و وینیس کاستینا پروداکشنز ساخته شد و به‌وسیلهٔ برادران وارنر پیکچرز توزیع شده است.
بعد از انتشار انقلاب‌های ماتریکس، واچوفسکی‌ها احتمال ساخت فیلم دیگری از ماتریکس را تکذیب کردند. اگرچه از آن زمان شایعاتی در مورد احتمال ساخت چهارمین فیلم ماتریکس منتشر شد و استودیو دائماً به احیای این فرنچایز ابراز علاقه کرد و بعد از اینکه واچوفسکی‌ها هر پیشنهادی را برای ساخت دنباله‌های بعدی رد کردند، زک پن برای نوشتن فیلم‌نامهٔ جدید فیلم استخدام شد. چهارمین فیلم ماتریکس در اواخر سال ۲۰۱۹ اعلام شد و لانا واچوفسکی بدون حضور خواهرش در مقام کارگردانی بازگشت و حضور ریوز و ماس برای نقش‌های خود اعلام شد. مراحل فیلم‌برداری در فوریهٔ ۲۰۲۰ شروع شد اما یک ماه بعد به دلیل همه‌گیری کووید-۱۹ متوقف شد. احتمال به پایان رساندن پروژه و ناتمام گذاشتن فیلم توسط واچوفسکی بود اما بازیگران اصرار داشتند که مراحل توسعهٔ فیلم را به اتمام برساند. فیلم‌برداری در اوت ۲۰۲۰ از سر گرفته شد و سه ماه بعد به پایان رسید.
رستاخیزهای ماتریکس در ۱۶ دسامبر ۲۰۲۱ در تئاتر کاسترو در سان فرانسیسکو به نمایش درآمد و در ۲۲ دسامبر ۲۰۲۱ به صورت سینمایی و از طریق سرویس پخش اچ‌بی‌او مکس توسط برادران وارنر پیکچرز منتشر شد. این فیلم بمب گیشه بود و با بودجه تولید ۱۹۰ میلیون دلاری، ۱۵۹ میلیون دلار در سراسر جهان فروخت. همچنین منتقدان نظرات ضد و نقیضی به این فیلم دادند. این فیلم نامزد بهترین جلوه‌های بصری در هفتاد و پنجمین دوره جوایز آکادمی فیلم بریتانیا شد. دنباله‌ای از فیلم در حال توسعه است.

## داستان

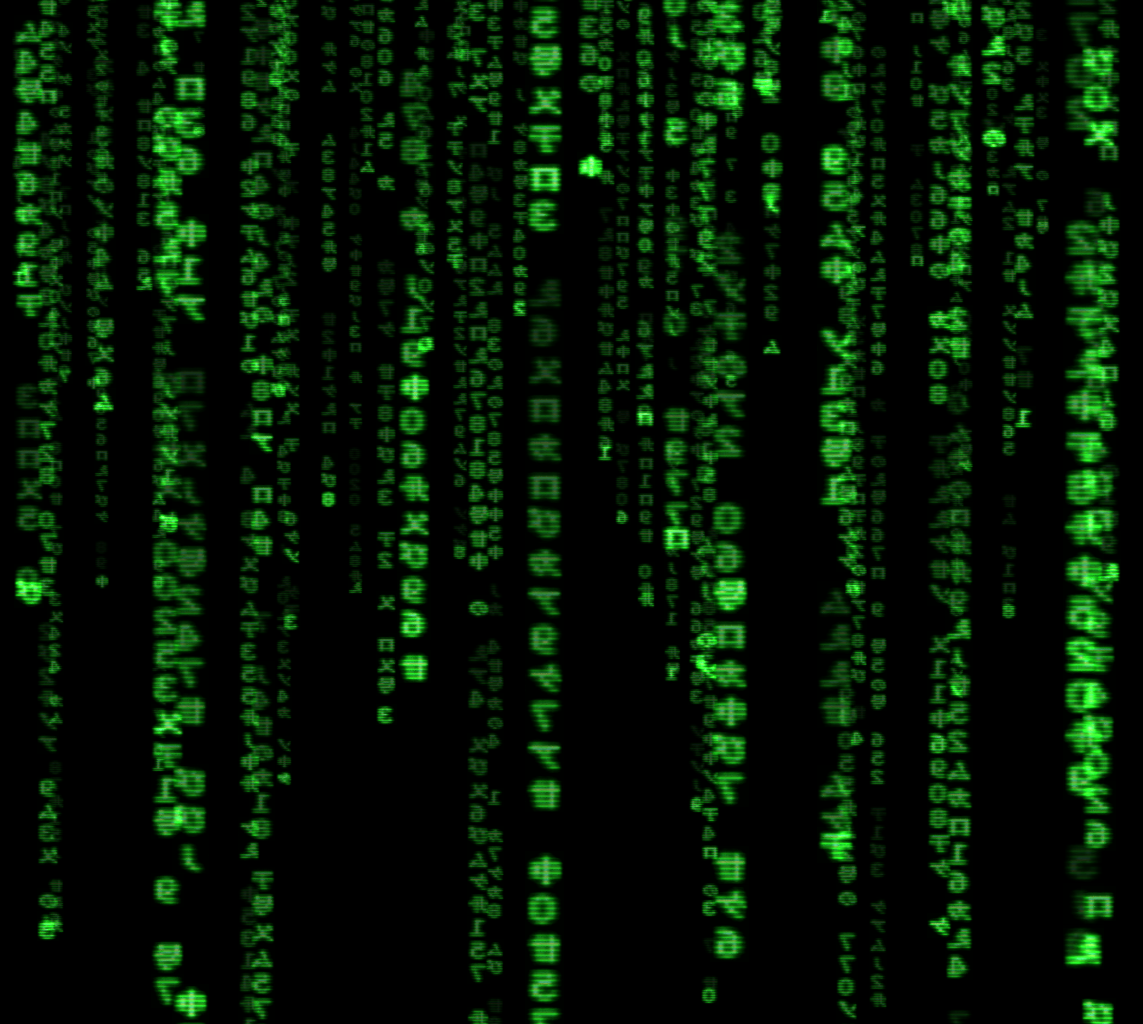
این تصویر نمادی از کدهای کامپیوتری است که در زمینه ماتریکس و در این سری فیلم هم از آن استفاده شده است.

توماس اندرسون در داخل واقعیت شبیه‌سازی‌شده ماتریکس، یک توسعه‌دهنده موفق بازی‌های ویدیویی است، که سه‌گانه‌ای از بازی ماتریکس را بر اساس رویاهایش از خاطرات ضعیفش از نئو بودن در آن دنیا خلق می‌کند. در یک کافی شاپ، اندرسون مدام با تیفانی، مادر متأهلی که او را به یاد ترینیتی می‌اندازد، مواجه می‌شود. اندرسون در تلاش است تا واقعیت درک شده خود را از رویاهایش جدا کند و درمانگر او برای حفظ سلامت عقلش برای او قرص‌های آبی تجویز می‌کند. با این حال، اندرسون مصرف دارو را متوقف کرده و به اشتباه گرفتن واقعیت و رویاهای خود ادامه می‌دهد.
اندرسون یک نمونه خصوصی از بازی خود را اجرا می‌کند که توسط خدمه انسانی نموسین در خارج از ماتریکس کشف می‌شود. باگز، کاپیتان نموسین، در درون این مودال مجزا، برنامه را در حال اجرای کدهای قدیمی ماتریکس می‌یابد و زمانی را نشان می‌دهد که ترینیتی نئو را قبل از اینکه مأموران ماتریکس او را بیابند، در داخل ماتریکس کشف کرده بود. باگز یکی از مأموران را می‌یابد که رفتار عجیبی دارد و متوجه می‌شود که او در واقع برنامه‌ای است که مورفئوس را تجسم می‌دهد، و به او کمک می‌کند تا برنامه‌اش را قبل از پاک شدن مودال توسط اسمیت، شریک تجاری اندرسون، آزاد کند. با کمک مورفئوس، باگز و خدمه‌اش متوجه می‌شوند که نئو هنوز زنده است، علی‌رغم مرگ ظاهری او در پایان جنگ ماشین، باگز وارد ماتریکس می‌شود تا به مورفئوس بپیوندد و اندرسون را آزاد کند، اما در طول فرار متوجه می‌شود که اسمیت واقعاً همان مأمور اسمیت است که فعالیت‌های اندرسون را از نزدیک زیر نظر دارد. با فرار از اسمیت، باگس و مورفئوس، اندرسون را از ماهیت شبیه‌سازی‌شدهٔ ماتریکس متقاعد می‌کنند و اندرسون که درک او از واقعیت از قبل ضعیف شده است، موافقت می‌کند که استخراج شود.
نئو در یک غلاف از خواب بیدار می‌شود و ترینیتی را می‌بیند که در یک غلاف مشابه نزدیک او محصور شده است، اما موجودات ماشینی ارسال شده توسط باگز، قبل از اینکه بتواند وی را آزاد کند، او را بازیابی می‌کنند. نئو به نموسین کشتی باگز برده می‌شود. در یک دنیای مجازی، مورفئوس افشا می‌کند که اندرسون او را به عنوان بخشی از دو نیروی متضاد ایجاد کرده است؛ بخشی از مأمور اسمیت و خود مورفئوس تا به نئو کمک کند تا به «The One" تبدیل شود. نئو به آیو، سنگر انسانی جدید و جایگزین زایون برده می‌شود، جایی که با نایوبی مسن آشنا می‌شود. نایوبی توضیح می‌دهد که شصت سال در دنیای واقعی از جنگ ماشین می‌گذرد و بازماندگان انسان با برخی از ماشین‌ها در داخل و خارج از ماتریکس متحد شده‌اند تا با یک ناهنجاری مبارزه کنند که کل ماتریکس را به خطر می‌اندازد. نایوبی نئو را برای ملاقات با ساتی، یک برنامه تبعیدی که قبلاً با او ملاقات کرده بود، می‌برد. او توضیح می‌دهد که این ناهنجاری پس از جنگ ماشین‌ها ایجاد شد و به نوعی نئو و ترینیتی را احیا کرده و آنها را از دیگران جدا نگه داشته است. اگرچه نئو می‌خواهد ترینیتی را نجات دهد، ساتی در مورد آن هشدار می‌دهد. نایوبی به نئو دستور می‌دهد که خارج از ماتریکس بماند، اما باگز و دیگران برای نجات ترینیتی از او نافرمانی می‌کنند.
فعالیت‌های هماهنگی در داخل و خارج از ماتریکس انجام می‌شود و نئو و باگز وارد ماتریکس می‌شوند اما اسمیت و سایر برنامه‌های تبعیدی که می‌خواهند ماتریکس به شکل سابق خود بازگردد، با آنها مواجه می‌شوند. در حالی که باگز و خدمه‌اش با تبعیدیان مبارزه می‌کنند، نئو با اسمیت روبرو می‌شود و به آرامی توانایی‌های خود را برای تغییر قوانین واقعیت در ماتریکس به یاد می‌آورد. با شکست اسمیت، باگز نئو را به تعمیرگاه تیفانی می‌برد، اما قبل از اینکه نئو بتواند با او صحبت کند، درمانگر او ظاهر می‌شود و با دستکاری زمان، نئو را بی حرکت می‌کند. سپس درمانگر خود را به عنوان تحلیلگر نشان می‌دهد، برنامه ای که پس از معمار، همچنین به منظور مطالعه روان انسان شکل گرفته است. او توضیح می‌دهد که پس از مرگ نئو و ترینیتی، او آنها برای مطالعه زنده کرد، و از طریق تکرارهای بی‌شماری متوجه شد که آن دو وقتی که وقتی با هم کار می‌کنند، بر سیستم چیره می‌شوند. با این حال، با نزدیک نگه داشتن نئو و ترینیتی اما بدون برقراری تماس، سایر انسان‌های درون ماتریکس بهتر شبیه‌سازی را به عنوان واقعیت می‌پذیرند و انرژی بیشتری برای ماشین‌ها تولید می‌کنند. رهایی نئو که سیستم را بی‌ثبات کرده است، موجب می‌شود که ماشین‌ها پیشنهاد راه‌اندازی مجدد ماتریکس را بدهند، اما در عوض تحلیلگر سعی می‌کند نئو را مجبور به بازگشت به غلاف خود کند و تهدید می‌کند که در صورت امتناع ترینیتی را خواهد کشت.
نئو و باگز مجبور به ترک ماتریکس می‌شوند و یک کشتی دیگر وفادار به نایوبی نموسین را به آیو بازمی‌گرداند. نئو نیوبی را متقاعد می‌کند که به او اجازه دهد ترینیتی را آزاد کند. در درون ماتریکس، نئو با تحلیلگر روبرو می‌شود و از او می‌خواهد که به توافق حاصل شده در پایان جنگ ماشین احترام بگذارد و ترینیتی را در صورتی که خود او بخواهد از ماتریکس آزاد کند و در صورت رد کردن، خودش به ماتریکس بازگردد. تحلیلگر قبول می‌کند. ترینیتی، به عنوان تیفانی، نزد آنها آورده می‌شود و هنگامی که این سؤال از او پرسیده می‌شود، خانواده اش ظاهر می‌شوند تا او را برای ماندن در ماتریکس فریب دهند. در آخرین ثانیه، او این واقعیت را رد می‌کند و خود را به عنوان ترینیتی می‌شناسد. تحلیلگر آماده می‌شود تا آنها را بکشد، اما اسمیت پادرمیانی کرده و به‌طور موقت تحلیلگر را متوقف می‌کند و به نئو، ترینیتی و دیگران زمان می‌دهد تا فرار کنند. تحلیلگر دوباره حالت ازدحام را فراخوانی می‌کند و نئو و ترینیتی سعی می‌کنند زمان بخرند تا به باگز و دیگران اجازه دهند خودشان را استخراج کنند. این جفت در نهایت به بالای یک آسمان‌خراش می‌رسند، و جایی برای رفتن ندارند، به این امید که نئو بتواند آنها را به پرواز درآورد. نئو موفق به انجام این کار نمی‌شود، اما ترینیتی به‌طور غیرمنتظره‌ای توانایی پرواز را توسعه می‌دهد و به آنها اجازه می‌دهد فرار کنند و کنترل ماتریکس را دوباره به دست آورند.
با کنترل جدید ترینیتی بر ماتریکس، هر دو برای مقابله با تحلیلگر بازمی‌گردند. آنها به طعنه از او تشکر می‌کنند که به آنها با احیای دوباره‌شان فرصتی داده است که قصد دارند از آن برای بازسازی ماتریکس به دلخواه خود استفاده کنند. سپس نئو و ترینیتی پیروزمندانه با هم به آسمان پرواز می‌کنند.

## بازیگران
- کیانو ریوز در نقش توماس اندرسون/ نئو[۵]
- کری-ان ماس در نقش تیفانی/ ترینیتی.[۵]
- یحیی عبدالمتین دوم در نقش مورفیوس:[۶][۷][۸] نسخه جایگزین هکری که نئو را از ماتریکس آزاد کرد.[۹] این شخصیت توسط لارنس فیشبرن در فیلم‌های قبلی به تصویر کشیده شد. نسخهٔ فیشبرن از این شخصیت با استفاده از تصاویر آرشیو ظاهر می‌شود.[۸][۱۰][۱۱]
- جسیکا هنویک در نقش[۱۲] تفنگچی مو آبی با خالکوبی خرگوش سفید. هنویک شخصیت خود را به عنوان «چشمان مخاطب» توصیف می‌کند.[۹]
- جاناتان گروف در نقش مأمور اسمیت:[۱۳][۱۴] شریک تجاری توماس و دشمن سابق نئو و مأمور ماتریکس. او به نتیجه نهایی توجه دارد و بعداً با نئو درگیر می‌شود.[۱۵] این شخصیت توسط هوگو ویوینگ در فیلم‌های قبلی به تصویر کشیده شد. ویوینگ همچنین با استفاده از تصاویر آرشیو در نقش اسمیت ظاهر می‌شود.[۸]
- نیل پاتریک هریس در نقش تحلیلگر:[۱۳] درمانگر توماس، که از نزدیک با بیمارش کار می‌کند تا معنای رویاهایش را بفهمد و آنها را از واقعیت متمایز کند.[۸]
- پریانکا چوپرا جوناس در نقش ساتی:[۱۶] یک برنامه تبعیدی که بدون هدف ایجاد شد و اندکی قبل از پایان جنگ ماشینی با نئو ملاقات کرد. این شخصیت در ابتدا توسط تنویر کی. آتوال در انقلاب‌های ماتریکس (۲۰۰۳) به تصویر کشیده شد.
- جیدا پینکت اسمیت در نقش نیوبی:[۸] ژنرال انسانی و کاپیتان سابق لوگوس هاورکرافت.
- لمبرت ویلسون در نقش مرووینگیان:[۱۷][۸] یک قاچاقچی اطلاعاتی که پیش از پایان جنگ ماشینی با نئو روبرو شد و کینه‌ای دیرینه از اوراکل داشت.
- دنیل برنهارت در نقش مأمور جانسون:[۱۸][۸] برنهارت نقش خود را در فیلم بارگذاری مجدد ماتریکس (۲۰۰۳) به عنوان مأمور ماتریکس تکرار کرد.
- ارندیرا ایبارا در نقش لکسی[۱۹]
- مکس ریملت در نقش شپرد[۱۴]
- برایان جی اسمیت در نقش برگ[۱۴]
- توبی اونوومره در نقش سکویا[۱۴]

## فیلم‌برداری

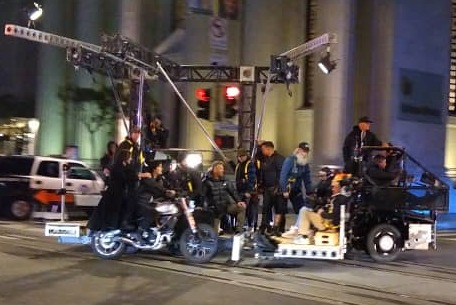
کیانو ریوز و کری-ان ماس در حال فیلمبرداری در منطقه اقتصادی، سانفرانسیسکو زیر نظر کارگردانی واچوفسکی‌ها.

فیلم‌برداری این فیلم تحت عنوان نامی با کد «پروژهٔ بستنی» از تاریخ ۴ فوریهٔ ۲۰۲۰ در سان‌فرانسیسکو آغاز شد. فیلم‌برداری نیز در استودیو بابلسبرگ در آلمان و شیکاگو انجام شده است. از تاریخ ۱۶ مارس ۲۰۲۰ فیلم‌برداری به دلیل شیوع ویروس کرونا متوقف شده بود. برنامهٔ کنونی بر این‌ست که ادامهٔ فیلم‌برداری از تاریخ ۶ ژوئیهٔ ۲۰۲۰ سرگرفته شود. تا پیش از شیوع ویروس کرونا، این فیلم برای اکران در تاریخ ۲۱ مهٔ ۲۰۲۱ تنظیم شده بود، با این‌حال به خاطر شیوع ویروس کرونا اکران فیلم به تعویق افتاد و در ۲۲ دسامبر ۲۰۲۱ اکران شد.

## بازاریابی
در ۲۴ اوت ۲۰۲۱، عنوان فیلم تحت نام رستاخیزهای ماتریکس فاش شد. یک تریلر به عنوان بخشی از پنل برادران وارند همان روز در سینماکان پخش شد، که شامل ملاقاتی بین نئو و ترینیتی بود. قبل از انتشار اولین تریلر رسمی فیلم در ۹ سپتامبر ۲۰۲۱، وب سایت رسمی فیلم در ۷ سپتامبر به روز شد که کلیپ‌های تصادفی تریلر و روایت را بر اساس ساعت روز به کاربر ارائه می‌دهد. تریلر دوم در ۶ دسامبر ۲۰۲۱ منتشر شد.
یک نسخهٔ نمایشی از بازی ویدئویی ماتریکس بیدار می‌شود یک تجربهٔ آنریل انجین ۵، بر اساس آنریل انجین ۵، توسط اپیک گیمز برای پلی‌استیشن ۵ و اکس‌باکس سری اکس و سری اس در جریان جوایز بازی ۲۰۲۱ منتشر شد که به صورت رایگان در دسترس است.

## بازخورد

### فروش گیشه
رستاخیرهای ماتریکس ۴۰٫۵ میلیون دلار در ایالات متحده و کانادا و ۱۱۸٫۷ میلیون دلار در مناطق دیگر جهان فروش داشت و فروش کلی آن در مجموع به ۱۵۹٬۲ میلیون دلار رسید.
این فیلم در ایالات متحده و کانادا در کنار آواز ۲ و مرد شاه اکران شد و پیش‌بینی شد که در پنج روز اول اکران خود از ۳٬۵۵۲ سینما حدود ۴۰ میلیون دلار بفروشد و برخی از اکران‌ها در شش روز اول به ۷۰ میلیون دلار هم خواهند رسید. این فیلم در روز اول ۶٫۵ میلیون دلار فروش داشت.
این فیلم برای اولین بار در روسیه (۳٫۹ میلیون دلار)، اولین بار در ژاپن (۳٫۹ میلیون دلار) و اولین در تایلند (۷۹۴۰۰۰ دلار) اکران شد. درآمد افتتاحیه آن ۸ درصد بالاتر از جاودانگان از سال ۲۰۲۱ و ۱۲ درصد نسبت به انگاشته در سال ۲۰۲۰ بود و در آخر هفته دوم اکران در ۶۹ کشور خارج از آمریکا و کانادا پخش شد. این فیلم در چهارمین آخر هفته اکران خود با ۸۰۳٫۶۰۶ دلار در جایگاه دهم باکس آفیس قرار گرفت.
در فوریه ۲۰۲۲، شرکت سرمایه‌گذاری ویلیج رودشو پیکچرز از برادران وارنر به دلیل نقض قرارداد شکایت کرد و مدعی شد که تصمیم برای پخش جریانی رستاخیرهای ماتریکس در اچ‌بی‌او مکس باعث ایجاد «ارقام فروش گیشه نمایشی افتضاح» شده و به ارزش فرنچایز ماتریکس آسیب وارد کرده است. برادران وارنر پاسخ داد که این شکایت «یک تلاش بیهوده توسط ویلیج رودشو برای اجتناب از تعهد قراردادی آنها» بوده است.

### پاسخ انتقادی
راتن تومیتوز وب‌سایت جمع‌آوری بررسی بر اساس ۳۵۶ بررسی، با میانگین امتیاز ۶٫۲/۱۰، رتبه تأیید ۶۳٪ را گزارش کرد. اجماع منتقدان این سایت چنین می‌گوید: «اگر این فیلم فاقد مهارت اصلی نسخهٔ اصلی باشد، «رستاخیزهای ماتریکس» دنیای فرنچایز را با هوشمندی، چشم‌اندازی به‌موقع و قلب بازبینی می‌کند. در متاکریتیک، فیلم بر اساس ۵۷ منتقد، میانگین وزنی ۶۳ از ۱۰۰ امتیاز را به دست آورده است که نشان دهنده «نقدهای عموماً مطلوب» است. تماشاگران شرکت‌کننده در نظرسنجی سینماسکور به فیلم نمره متوسط «ب–» را در مقیاس آ+ تا اِف دادند که پایین‌ترین امتیاز این مجموعه محسوب می‌شود.
ایندیپندنت به این فیلم امتیاز ۴ از ۵ داد و نوشت: «رستاخیزهای ماتریکس با فراخوانی قدرت احساسات، توانمندسازی و آزادی به پایان می‌رسد. این فیلم به این فکر می‌کند که آیا انسانیت در آنها ارزشی پیدا می‌کند و به نوبه خود، به نظر می‌رسد واقعاً می‌پرسد که آیا مخاطبان هنوز علاقه‌ای به فیلم‌های پرفروش با این خلوص و جاه طلبی دارند یا خیر. حداقل به نفع خودم، امیدوارم همان‌طور باشد.» گیزمودو فیلم را تحسین کرد و گفت: «رستاخیرها یک دنباله ماتریکس عالی است که چیزی را که شما می‌خواهید را با روش‌هایی به شما می‌دهد که انتظارش را ندارید. آن چیزها گاهی اوقات کار نمی‌کنند، اما بیشتر اوقات کار می‌کنند و در نتیجه با اطمینان می‌گویم: ماتریکس بازگشته است.» مت سینگر از تاونسکور میدیا نوشت: «چیزی که رستاخیرهای ماتریکس را از میان مسیری ناهموار عبور می‌دهد، علاقهٔ آشکار واچوفسکی به شخصیت‌ها و عشق متقابل بازیگران به این دنیا و کنجکاوی‌های فکری بی پایان آن است.»
گاردین به این فیلم امتیاز ۲ از ۵ داد و نوشت: «واقعاً، رستاخیرها برای از بین بردن پاداوجی که در پایان فیلم سوم در سال ۲۰۰۳ مانند ابری بر روی سالن سینما آویزان شده بود، کار خاصی انجام نمی‌دهد. این فیلم برای شروع یک سری جدید احتمالی تنظیم شده است، اما هیچ زندگی خلاقانه واقعی در آن وجود ندارد. در جایی که فیلم اصلی به طرز انفجاری نوآورانه بود، این فقط یک قطعه آی‌پی دیگر است، الگوریتمی غیر اصیل.» ورج همچنین با تمجید از اجراها و جلوه‌های بصری به فیلم نقد منفی داد، اما از نگارش، شخصیت‌پردازی و بازسازی شخصیت‌ها انتقاد کرد و احساس کرد که «رستاخیز داستان عشق نئو و ترینیتی را متمرکز می‌کند اما «به شیوه‌ای از هم گسیخته و ناامیدکننده» و نوشت «وجود رستاخیزهای ماتریکس به من هشدار داد که آن ایدهٔ بدی است اما من به هر حال به تماشا کردن ادامه دادم. من واقعاً هیچ‌کس جز خودم را مقصر نمی‌دانم.» تایمز در نقدی تک ستاره آن را «دنباله واقعاً وحشتناک دیگری» نامید و از کم عمق بودن خلاقانه‌اش، شباهت به فیلم‌های قبلی ماتریکس، سطح خودارجاعی و کیفیت سکانس‌های اکشن آن انتقاد کرد. گلف نیوز نقدی متفاوت به فیلم داد و به این نتیجه رسید که «رستاخیزهای ماتریکس ممکن است یک سفر پر دست انداز باشد اما هنوز یک سفر است». آملیا امبروینگ از آی‌جی‌ان به فیلم امتیاز ۴ از ۱۰ را داد و اجراها را تحسین کرد اما اجرا و جلوه‌های بصری را نقد کرد و همچنین نوشت: «رستاخیزهای ماتریکس از آن دسته فیلم‌هایی است که در تاریخ فرقه جاودان خواهد شد، زیرا بسیار بد است. راستش، من حتی نمی‌توانم بگویم که لذت‌بخش نیست، زیرا من بخش زیادی از زمان اجرای بیش از حد طولانی آن را صرف خندیدن در مورد اینکه بیشتر آن چقدر اشتباه است، گذراندم» و در ادامه بیان کرد: «رستاخیزهای ماتریکس دسته‌ای از ایده‌های واقعاً خوب است که با هم برای ایجاد یک فیلم بد – و گاهی زشت –  روی هم چیده شده‌اند.»

## آینده
پس از اکران فیلم، تهیه‌کننده جیمز مک تیگ به کلایدر گفت که هیچ برنامه‌ای برای فیلم‌های بعدی ماتریکس وجود ندارد، اگرچه او معتقد بود که پایان باز فیلم به این معنی است که این موضوع می‌تواند در آینده تغییر کند: «فکر می‌کنم فیلم در جایی عمل می‌کند که واقعاً برای تعبیر تماشاگران باز باشد. مانند آنچه که در آن ۶۰ سال قبل از اینکه نئو را دوباره بیرون آوردند اتفاق افتاد. وقتی نئو و ترینیتی در پایان هستند و با تحلیلگر صحبت می‌کنند، در واقع چه معنایی دارند که قرار است تغییر کنند؟ بنابراین من فکر می‌کنم که ایده‌اش موجود است، اما در حال حاضر در چرخ خانه ما نیست.»
در آوریل ۲۰۲۴ اعلام شد که برادران وارنر در حال ساخت قسمت جدیدی از این فرنچایز است و درو گادرد نویسندگی و کارگردانی این فیلم را بر عهده گرفته است. لانا واچوفسکی به‌عنوان تهیه‌کننده اجرایی در پروژه خدمت خواهد کرد.